# Себастьян Ольссон
Себастьян Ольссон (швед. Sebastian Ohlsson, нар. 26 травня 1993, Гетеборг, Швеція) — шведський футболіст, вінгер клубу «Дегерфорс».

## Ігрова кар'єра
Себастьян Ольссон народився у місті Гетеборг і займатися футболом починав у місцевих клубах нижчих дивізіонів. У 2004 році він приєднався до футбольної школи клубу «Гетеборг». У 2013 році футболіста було внесено до заявки команди на чемпіонат. Але свій дебют у професійному футболі Ольссон відмітив у клубі Супереттан «Ергрюте», куди його віддали в оренду. З командою Ольссон дійшов до чвертьфіналу Кубка Швеції. Після закінчення терміну оренди «Ергрюте» запропонував футболісту повноцінний контракт.
Своєю результативною грою у Супереттан Ольссон привернув до себе увагу і у 2017 році «Гетеборг» повернув свого вихованця. У клубі Ольссон став повноцінним гравцем основи і капітаном команди. Відігравши в Аллсвенскан два сезони, влітку 2019 року Ольссон підписав дворічний контракт з німецьким клубом «Санкт-Паулі».